# 1865 سيربيروس
1865 سيربيروس هو كويكب صخري من كويكبات أبولو وجرم قريب من الأرض تعيينة المؤقت 1971 UA. قطرة حوالي 1.6 كيلومتر. تم اكتشافه في 26 أكتوبر 1971، من قبل الفلكي التشيكي لوبوس كوهوتك في مرصد هامبورغ في ألمانيا، وسمي سيربيروس من الأساطير اليونانية.
وتم نشر التسمية الرسمية من قبل مركز الكواكب الصغيرة قبل نوفمبر 1977 (M.P.C. 3758).

## خصائص
يدور سيربيروس حول الشمس على مسافة 0.6-1.6 وحدة فلكية مرة واحدة كل 1 سنة وشهر (410 يوما). في مدار ينحرف 0.47 و يميل 16 درجة بالنسبة لمسار الشمس . سيربيروس هو كويكب صخري من النوع الشائع S ،يتكون من 65٪ بلاجيوكليز و 35٪ بيروكسين  ولة فترة دوران تستغرق 6.804 ساعة وبياض هندسي قدرة 0.220. ومنحنى ضوئي أقصاة 2.3.

## وصلة خارجية
1. ↑  Minor Planet Designations

- 1865 سيربيروس في قاعدة بيانات مختبر الدفع النفاث لأجرام النظام الشمسي الصغيرة

- الاكتشاف · مخطط المدار ·  العناصر المدارية · المعلمات المادية